# ジョナサン・オソリオ
ジョナサン・オソリオ（Jonathan Osorio、1992年6月12日 - ）は、カナダ出身の同国代表サッカー選手。トロントFC所属。ポジションはMF。

## 経歴

### クラブ
セミプロのSCトロントでのプレーを経て、2013年にトロントFCに加入。2013年3月9日のスポルティング・カンザスシティ戦で加入後初出場を飾った。3月30日のロサンゼルス・ギャラクシー戦で初ゴールを決めた。

### 代表
2011年、U-20代表チームの一員としてグアテマラで開催されたCONCACAF U-20選手権に参加した。
2013年5月23日、コスタリカ代表との親善試合でフル代表初召集。5月28日に開催された同試合でフル代表デビューを果たした。2017年1月22日、バミューダ諸島代表とのフレンドリーマッチで代表初ゴールを決めた。

## 人物
両親はコロンビアからの移民。

## 代表歴

### 出場大会
- カナダ代表
  - 2022 FIFAワールドカップ

### 試合数
- 国際Aマッチ 72試合 9得点（2013年-）[7]

| カナダ代表 | 国際Aマッチ | 国際Aマッチ |
| 年         | 出場        | 得点        |
| ---------- | ----------- | ----------- |
| 2013       | 8           | 0           |
| 2014       | 1           | 0           |
| 2015       | 4           | 0           |
| 2016       | 2           | 0           |
| 2017       | 4           | 2           |
| 2018       | 3           | 1           |
| 2019       | 10          | 1           |
| 2020       | 3           | 1           |
| 2021       | 15          | 2           |
| 2022       | 11          | 0           |
| 2023       | 11          | 2           |
| 2024       |             |             |
| 通算       | 72          | 9           |

## タイトル

### クラブ
トロントFC
- MLSカップ: 2017[8]
- サポーターズ・シールド: 2017
- イースタン・カンファレンス (プレーオフ): 2016,[9] 2017[10] 2019[11]
- カナディアン・チャンピオンシップ: 2016, 2017, 2018
- トリリウム・カップ: 2014, 2016, 2017, 2019

### 個人
- CONCACAFチャンピオンズリーグ得点王: 2018[12]
- CONCACAFチャンピオンズリーグベストイレブン: 2018[13]